# Forstenberg (Östliche Oberlausitz)
Der Forstenberg, auch Forsten genannt, ist ein 454,8 Meter hoher Berg der Östlichen Oberlausitz im Freistaat Sachsen. Er liegt in der Gemarkung der Gemeinde Leutersdorf in der Oberlausitz und grenzt im Norden an den Ort Spitzkunnersdorf. Der den Berg bedeckende Wald gehört zum Hofebusch, der sich von hier aus weiter nach Süden erstreckt.

## Geologie
Der Berg ruht auf einer Basaltdecke, die hier einen Ausläufer nach Osten ausgebildet hat und so einen steilen Abfall der Landschaft schafft. Die Kuppe des Berges besteht aus Phonolith, die den Basalt als gangartiges Ergussgestein durchragt. Am Gipfel finden sich schwarze Phonolithklippen, die einen mauerartigen Grat bilden. Etwa 20 Meter tiefer am Westhang bilden aus südlicher Richtung einfallende Phonolithsäulen den sogenannten Schwarzen Stein. An den anderen Hängen des Berges finden sich einige große, narbige Basaltblöcke.

## Ökologie
Der Wald auf dem Forstenberg besteht zum größten Teil aus Buchen, Bergahorn und Eschen, sowie einzelnen Bergulmen und Winterlinden. An den unteren Berghängen wurde der Wald hauptsächlich mit Fichten aufgeforstet. Auf den Gipfelklippen finden sich Knoblauchsrauke und das violett blühende Silberblatt. Sonst findet sich außer teil dicht wachsenden jungen Buchen kaum Bodenvegetation.
Das Gebiet des Forstenbergs gehört zum Landschaftsschutzgebiet Mandautal und zum Flächennaturdenkmal Forstenkuppe.

## Geschichte

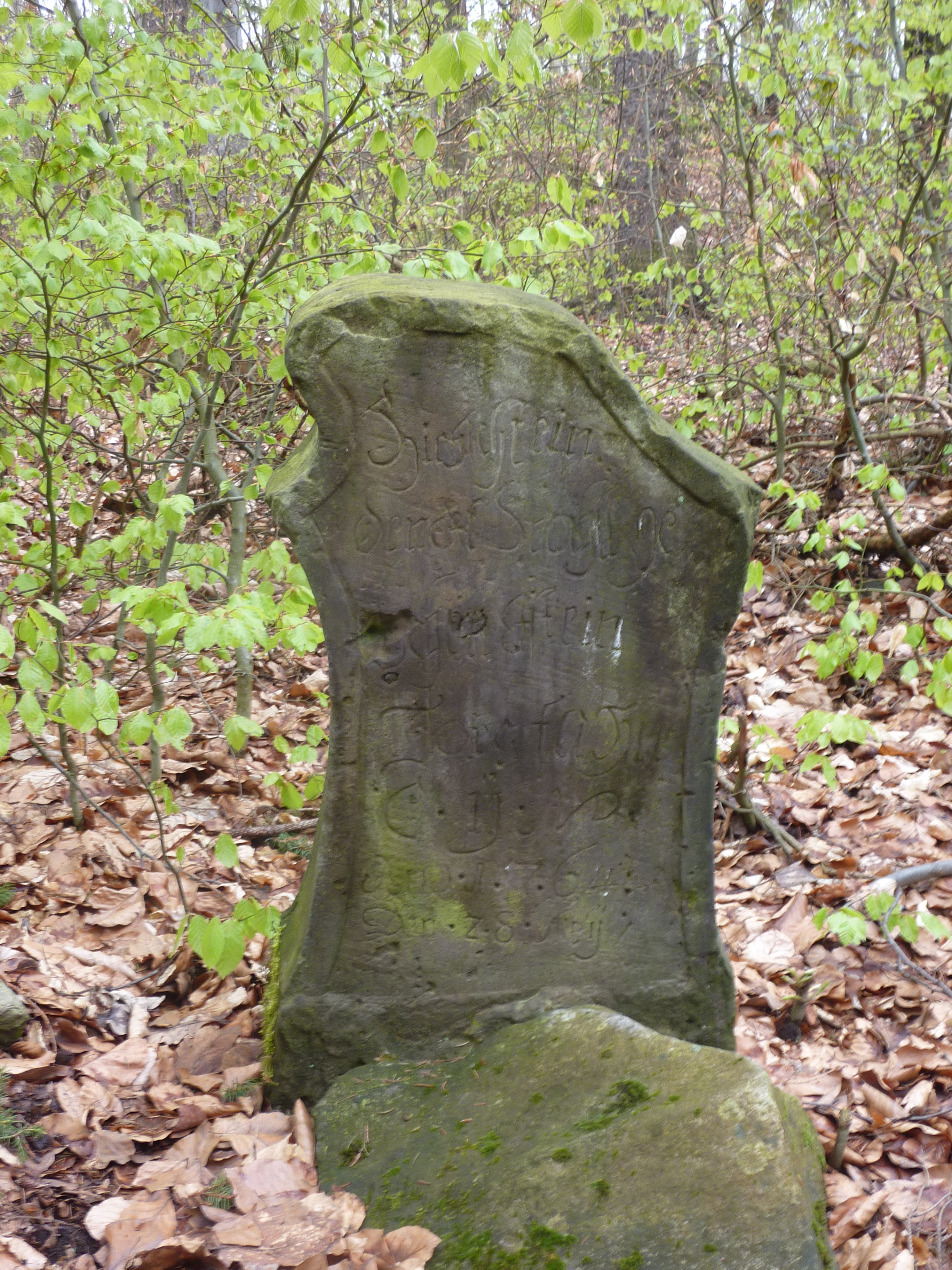
Der Neumann-Stein

Der Berg wurde 1447 erstmals erwähnt und gehörte zu den Besitzungen des Ritterguts Spitzkunnersdorf, ehe er 1927 von Moritz Joachim Ernst von Kyaw an die Gemeinde Spitzkunnersdorf verkauft wurde.
Etwa 200 Meter östlich des Gipfels findet sich der Neumann-Stein. Er erinnert an Christian Neumann, der hier am 28. Mai 1764 bei einem Forstunfall verstarb. Er ist einer von drei solchen Gedenksteinen im Hofebusch.

### Skisprungschanze
Am Osthang des Forstenbergs wurde seit 1958 die Skisprungschanze Forstenschanze errichtet, die bis heute vom TSV 1861 Spitzkunnersdorf genutzt und ständig erweitert wird, so dass die Anlage heute insgesamt vier Anläufe umfasst. Die längste der Schanzen hat einen K-Punkt von 40 Metern.
Neben verschiedenen Trainingseinheiten werden hier auch regelmäßig Wettkämpfe abgehalten.

## Sage
Laut einer Sage leben auf dem Berg zwergenhafte Holzweibchen, die fleißigen und hilfsbereiten Menschen Geschenke zukommen ließen, wie etwa trockenes Laub, das sich später in Goldstücke verwandelte. Auch wird von einem Bauern berichtet, der die Holzweibchen beim Kuchenbacken auf dem Gipfel des Forstenbergs entdeckte und von ihnen am nächsten Morgen einen Kuchen geschenkt bekam.